# پدرو روبرتو بوتیلیو
پدرو روبرتو بوتیلیو (به پرتغالی: Pedro Roberto Silva Botelho) مدافع/ هافبک اهل برزیل است که در شهر سالوادور و در تاریخ ۱۴ دسامبر ۱۹۸۹ به دنیا آمده‌است.
پدرو روبرتو بوتیلیو در تیم‌های فوتبال آرسنال ،Salamanca،سلتاویگو،Cartagena، رایو وایکانو و باشگاه فوتبال لوانته سابقهٔ حضور دارد.